# Diocesi di Senez

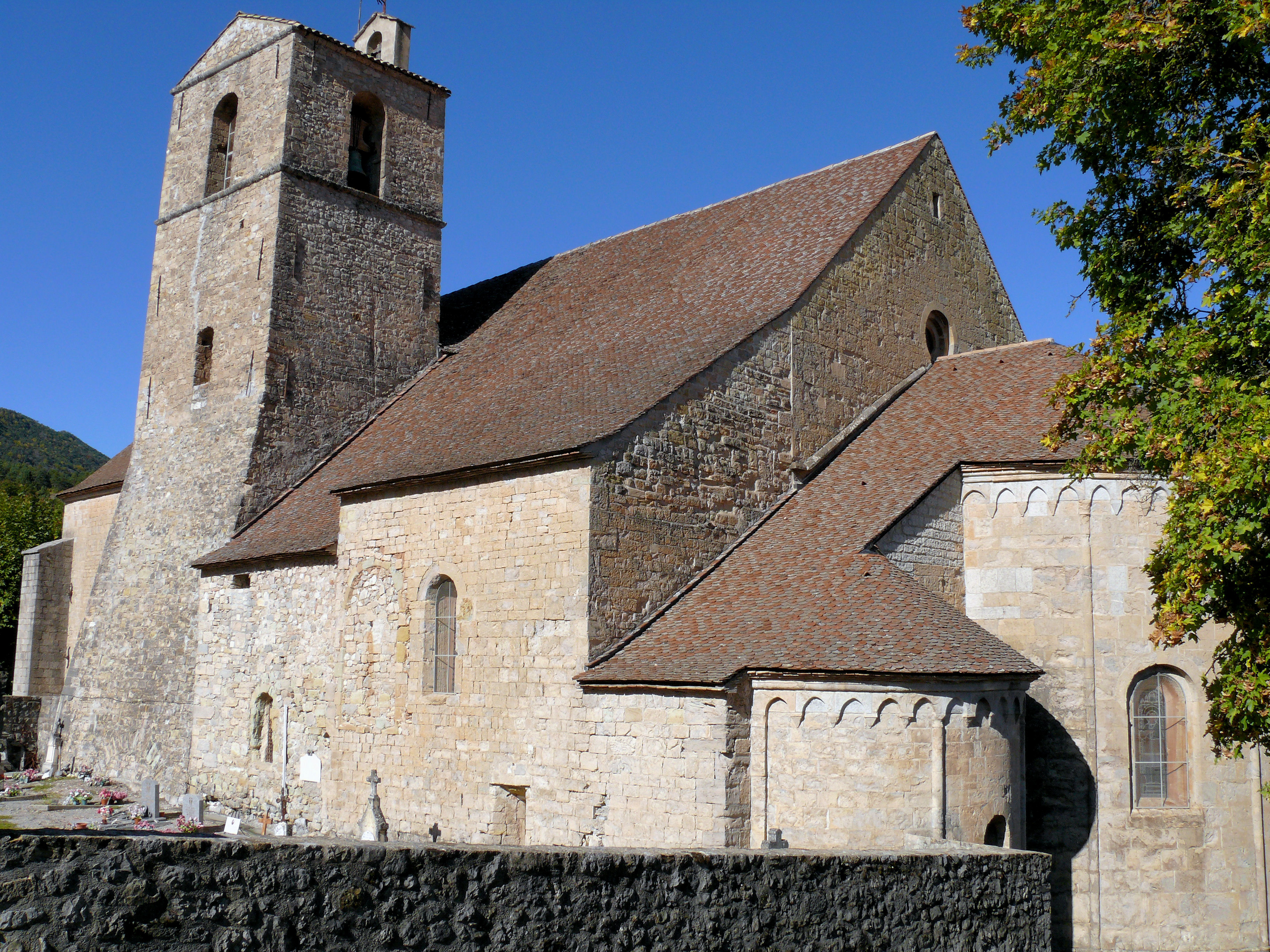
La cattedrale vista di lato

La diocesi di Senez (in latino: Dioecesis Senecensis) è una sede soppressa e sede titolare della Chiesa cattolica.

## Territorio
La diocesi comprendeva parte della Provenza.
Sede vescovile era la città di Senez nell'attuale dipartimento delle Alpi dell'Alta Provenza, dove fungeva da cattedrale la chiesa di Santa Maria Assunta.
Nel 1741 la diocesi comprendeva 40 parrocchie.

## Storia
Incerta è la data della fondazione della diocesi di Senez, forse già verso la metà del V secolo. Secondo la tradizione nel 451, in una lettera collettiva scritta a papa Leone I, appare la firma di Orso (Ursus), vescovo di Senez. Tuttavia emergono dubbi sulla storicità di questo documento. Il primo vescovo certo è Marcello, che fu presente al concilio di Agde del 506.
A partire dal VII secolo non si conoscono più vescovi di Senez fino alla fine del X secolo.
La cattedrale venne costruita, su edifici preesistenti, a partire dal 1176; fu il vescovo Guillaume III a consacrarla, il 22 ottobre 1246.
Il 16 luglio 1432, con una bolla di papa Eugenio IV, la diocesi fu unita a quella di Vence; ma questa decisione non ebbe effetto a lungo termine, soprattutto perché le due diocesi non erano limitrofe.
A partire dal Quattrocento vi furono tentativi, mai giunti a buon fine, di trasferire la sede episcopale da Senez a Castellane. Il primo tentativo risale al 1485 con il vescovo Elzéar de Villeneuve, che fece di Castellane la sua sede ordinaria. Jean de Clausse, nel Cinquecento, vi fece costruire il suo palazzo episcopale. Il vescovo Louis de Villeserin ottenne dal re i permessi necessari per trasferire ufficialmente la sede a Castellane, ma la Santa Sede si oppose. Gli ultimi vescovi di Senez si limitarono a risiedere a Castellane.
Nel 1647 il capitolo, che fino ad allora era monastico, fu secolarizzato da papa Innocenzo X. Il seminario diocesano venne eretto dal vescovo Louis Duchaine nel 1664.
La querelle giansenista che scosse l'opinione pubblica francese per oltre un secolo ebbe ripercussioni nel sinodo provinciale celebrato a Embrun nel mese di settembre del 1727 sotto la presidenza dell'arcivescovo Pierre Guérin de Tencin. Durante le sessioni, i vescovi furono chiamati a pronunciarsi sulla lettera pastorale di Jean Soanen, vescovo di Senez, pubblicata nell'agosto dell'anno precedente, nella quale il vescovo si pronunciava contro la bolla Unigenitus Dei Filius di papa Clemente XI e raccomandava la lettura delle Réflexions morales sur le Nouveau Testament di Pasquier Quesnel. Sui quindici vescovi presenti, tredici apposero la loro firma sulla condanna di Soanen e della lettera pastorale.
La diocesi fu soppressa in seguito al Concordato con la bolla Qui Christi Domini di papa Pio VII del 29 novembre 1801. La maggior parte del suo territorio fu incorporato in quello della diocesi di Digne; nel 1822 alcune parrocchie, nell'attuale dipartimento del Varo, furono sottoposte alla giurisdizione della restaurata diocesi di Fréjus.
Dal 2009 Senez è annoverata tra le sedi vescovili titolari della Chiesa cattolica; dal 26 giugno 2023 il vescovo titolare è Thierry Brac de la Perrière, vescovo ausiliare di Lione.

## Cronotassi

### Vescovi
- Orso ? † (menzionato nel 451)[2]
- Marcello † (menzionato nel 506)
- Simplicio † (prima del 541 - dopo il 554)
- Vigilio † (menzionato nel 585)
- Marcello † (menzionato nel 614)[3]
- Pietro † (circa 993 - 1027)
- Ameil † (prima del 1028 - 1042 dimesso)
- Hugues † (circa 1043 - dopo il 1056)
- Étienne † (menzionato nel 1060)
- Pierre † (1089 - dopo il 1108)
- Aldebert de Castellane † (prima del 1123 - dopo il 1146)
- Erard † (prima del 1155 - dopo il 1159)
- Pons † (prima del 1170 - dopo il 1174)
- Maurel † (menzionato nel 1189)
- Guillaume I † (menzionato nel 1213)
- Jean † (prima del 1217 - 1238)
- Pierre † (menzionato nel 1238)
- Guillaume II † (prima del 3 settembre 1242 - dopo il 1243)
- Sigismond † (menzionato nel 1245)
- Guillaume III † (prima del 22 ottobre 1246 - ?)
- Raimond † (prima del 1255 - dopo il 1290)
- Bertrand I de Séguret † (prima del 1290 - dopo il 1312 deceduto)
- Bertrand II † (18 dicembre 1317 - ? deceduto)
- Bertrand III † (9 gennaio 1346 - ? deceduto)
- Bertrand IV † (1º giugno 1358 - 20 maggio 1362 nominato vescovo di Digne)
- Pierre d'Aynard, O.P. † (20 maggio 1362 - ?)
- Robert Gervais, O.P. † (1368 - 1390 deceduto)
- Isnard de Saint-Julien, O.E.S.A. † (11 gennaio 1392 - 1409 deceduto)
  - Avignone Nicolai, O.P. † (22 giugno 1408 - 13 novembre 1415 nominato vescovo di Huesca) (antivescovo)
- Jean de Seillons † (9 agosto 1409 - 1442 deceduto)
- Georges o Erige de Clariani † (12 ottobre 1442 - 1459)
- Elzéar de Villeneuve † (10 aprile 1467 - 1490 deceduto)
- Nicolas de Villeneuve † (8 agosto 1491 - 1507 deceduto o dimesso)
  - Niccolò Fieschi † (1507 - 1508 dimesso) (amministratore apostolico)
- François Guillaume de Castelnau-Clermont-Ludève † (1508 - 19 settembre 1509 dimesso)
- Jean-Baptiste de Laigue d'Oraison † (19 settembre 1509 - 1546 deceduto)
- Pierre de Quiqueran de Beaujeu † (1546 - 17 agosto 1550 deceduto)
- Théodore Jean de Clermont de Talard † (17 dicembre 1550 - 1560 deceduto)
- Jean de Clausse de Mouchy † (27 giugno 1561 - 9 novembre 1588 deceduto)
  - Sede vacante (1588-1601)
- Jacques Martin, O.S.B. † (22 ottobre 1601 - 21 febbraio 1623 deceduto)
- Louis Duchaine † (21 febbraio 1623 succeduto - 1º marzo 1671 deceduto)
- Louis Anne Aubert de Villeserin † (1º luglio 1671 - 2 febbraio 1695 deceduto)
- Jean Soanen, Orat. † (21 maggio 1696 - 25 dicembre 1740 deceduto)[4]
- Louis Jacques François de Vocance † (29 maggio 1741 - 14 maggio 1756 deceduto)
- Antoine-Joseph D'Amat de Volx † (18 luglio 1757 - 18 marzo 1771 deceduto)
- Étienne François Xavier des Michels de Champorcin † (17 giugno 1771 - 25 febbraio 1774 dimesso)
- Jean-Baptiste Charles Marie de Beauvais † (28 febbraio 1774 - 20 giugno 1784 dimesso)
- Jean-Joseph-Victor de Castellane-Adhémar † (25 giugno 1784 - 7 novembre 1788 deceduto)
- Jean-Baptiste Marie Scipion Ruffo de Bonneval † (15 dicembre 1788 - 1801 dimesso)

### Vescovi titolari
- Glandas Marie Erick Toussaint (12 gennaio 2011 - 8 dicembre 2018 nominato vescovo di Jacmel)
- Alain Guellec (17 aprile 2019 - 29 ottobre 2022 nominato vescovo di Montauban)
- Thierry Brac de la Perrière, dal 26 giugno 2023